# Вибори до Тернопільської обласної ради 2015
Вибори до Тернопільської обласної ради 2015 — вибори депутатів Тернопільської обласної ради, які відбулися 25 жовтня 2015 року в рамках проведення місцевих виборів у всій країні.
Вибори відбулися за пропорційною системою, в якій кандидати закріплені за 64 виборчими округами. Для проходження до ради партія повинна була набрати не менше 5% голосів.

## Кандидати
Номери партій у бюлетені подані за результатами жеребкування:
| Номер у бюлетені | Назва                                 | Кількість кандидатів | Перший номер                      |
| ---------------- | ------------------------------------- | -------------------- | --------------------------------- |
| 1                | «Блок Петра Порошенка „Солідарність“» | 65                   | Барна Степан Степанович           |
| 2                | «Об'єднання „Самопоміч“»              | 45                   | Фидрин Віталій Михайлович         |
| 3                | «Громадський рух „Народний контроль“» | 65                   | Болєщук Володимир Михайлович      |
| 4                | ВО «Свобода»                          | 65                   | Сиротюк Олег Мирославович         |
| 5                | «Соціалісти»                          | 10                   | Курницький Іван Іванович          |
| 6                | ВО «Батьківщина»                      | 63                   | Деревляний Василь Тимофійович     |
| 7                | «Громадянська позиція»                | 64                   | Римар Лариса Іванівна             |
| 8                | Народний рух України                  | 65                   | Вихрущ Анатолій Володимирович     |
| 9                | Українська Галицька партія            | 63                   | Велиган Ігор Богданович           |
| 10               | «Добрий самарянин»                    | 9                    | Кравець Василь Павлович           |
| 11               | Радикальна партія Олега Ляшка         | 47                   | Тарашевський Сергій Олександрович |
| 12               | УКРОП                                 | 37                   | Цибульський Андрій Іванович       |

## Результати
| Місце | Партія                                | % голосів | Кількість голосів | Зміна % 2015 до 2009 | Усього місць |
| ----- | ------------------------------------- | --------- | ----------------- | -------------------- | ------------ |
| 1     | «Блок Петра Порошенка „Солідарність“» | 25,85%    | 117 894           | —                    | 18           |
| 2     | ВО «Свобода»                          | 18,27%    | 83 327            | ▼ -16,42%            | 13           |
| 3     | ВО «Батьківщина»                      | 13,82%    | 63 045            | ▲ +5,70%             | 10           |
| 4     | «Об'єднання „Самопоміч“»              | 9,16%     | 41 770            | —                    | 6            |
| 5     | Радикальна партія Олега Ляшка         | 7,77%     | 35 439            | —                    | 5            |
| 6     | «Громадський рух „Народний контроль“» | 6,65%     | 30 308            | —                    | 5            |
| 7     | «Громадянська позиція»                | 5,7%      | 26 010            | —                    | 4            |
| 8     | УКРОП                                 | 5,02%     | 22 884            | —                    | 3            |
| 9     | Народний рух України                  | 2,56%     | 11 665            | —                    | —            |
| 10    | Українська Галицька партія            | 2,38%     | 10 842            | —                    | —            |
| 11    | «Добрий самарянин»                    | 1,86%     | 8484              | —                    | —            |
| 12    | «Соціалісти»                          | 0,96%     | 4394              | ▼ -1,12%             | —            |
|       | Усього голосів за партії              | 100%      | 456 062           |                      | 64           |
|       | Недійсні                              | 4,21%     | 20 052            |                      |              |
|       | Усього (явка 57,12%)                  | —         | 476 126           |                      |              |